# La Salle (conseil législatif)
Pour les articles homonymes, voir La Salle.
Division du Conseil législatif du Québec
La Salle est une division du Conseil législatif du Québec ayant existé de 1867 à 1968. Elle est abolie en même temps que le Conseil lui-même.

## Liste des conseillers
| Années | Années      | Conseiller législatif       | Parti           |
| ------ | ----------- | --------------------------- | --------------- |
|        | 1867 - 1884 | Louis Panet                 | Conservateur    |
|        | 1885 - 1896 | Praxède Larue               | Conservateur    |
|        | 1896 - 1906 | Vildebon-Winceslas Larue    | Conservateur    |
|        | 1907 - 1917 | Charles-Eugène Dubord       | Libéral         |
|        | 1917 - 1927 | Philippe-Jacques Paradis    | Libéral         |
|        | 1927 - 1938 | Louis-Alfred Létourneau     | Libéral         |
|        | 1939        | Jean Mercier                | Union nationale |
|        | 1939 - 1948 | Pierre Bertrand             | Union nationale |
|        | 1948 - 1954 | Joseph-Théophile Larochelle | Union nationale |
|        | 1954 - 1968 | Alfred-Albert Bouchard      | Union nationale |